# Mariano Barbieri
Mariano Omar Barbieri (Chivilcoy, 29 novembre 1990) è un calciatore argentino, attaccante dell'Independiente (C).

## Caratteristiche tecniche
È un'ala sinistra.

## Carriera
È cresciuto nelle giovanili del Flandria.
Ha esordito nella massima divisione argentina il 10 agosto 2014 con la maglia del Defensa y Justicia in occasione del match perso 3-1 contro il Racing Club.